# جوزيف فيليبس
جوزيف فيليبس (بالإنجليزية: Joseph C. Phillips)‏ هو ممثل أمريكي، ولد في 17 يناير 1962 بدنفر في الولايات المتحدة.

## أعمال

### مسلسلات
- الحياة السرية لمراهقة أمريكية
- المستشفى العام
- إن سي آي إس
- كاسل

## وصلات خارجية
- جوزيف فيليبس على موقع IMDb (الإنجليزية)
- جوزيف فيليبس على موقع ألو سيني (الفرنسية)
- جوزيف فيليبس على موقع أول موفي (الإنجليزية)
- جوزيف فيليبس على موقع قاعدة بيانات الفيلم (الإنجليزية)
- جوزيف فيليبس على موقع كينوبويسك (الروسية)